# Nancray-sur-Rimarde
Nancray-sur-Rimarde é uma comuna francesa na região administrativa do Centro, no departamento Loiret. Estende-se por uma área de 11,46 km². Em 2010 a comuna tinha 604 habitantes (densidade: 52,7 hab./km²).